# ベクトル化
ベクトル化（ベクトルか、英: vectorize）
- ベクトル命令化 - コンパイル時にループをベクトル演算命令に変換すること。この項目で説明。
- ベクトル（1次元配列）の演算をサポートするプログラミング環境で、ループをベクトルに書き換えること
- 行列（多次元配列）を同じ要素を持つベクトル（1次元配列）に変換すること→行列の一列化
- 他の形式のデータをベクタ形式データに変換すること

ベクトル化とは、コンピュータのプログラムにおいて、繰り返し処理で配列（ベクトル）の要素をひとつひとつ計算しているような部分を、手動あるいはコンパイラで（自動ベクトル化）、ベクトル計算機で高速に演算できるよう変形すること。近年のSIMD演算のための並列化やスーパースカラ機でのソフトウェアパイプラインに応用できる内容もある。
High Performance Fortranはこれらの高速化を意識したプログラミング言語である。

## ベクトル化の手法
以下ではFortranのコードを例にとって説明する。基本的に、ループ演算を1つのベクトル演算命令にするので、doループがベクトル化対象となる。なお、ベクトル命令に出来るパターンは各機種毎、コンパイラ毎に多少異なる。

### 単純doループ
たとえば以下のようなdoループは1つのベクトル命令に出来る。
```
do 
i
 
=
 
1
,
 
100

    
a
(
i
)
 
=
 
a
(
i
)
 
*
 
b
(
i
)

end do

```

### if文を含むdoループ
以下のような、if文を含むdoループは、それをサポートするハードウェアがあればベクトル化が可能である。
```
do 
i
 
=
 
1
,
 
100

    
if
 
(
a
(
i
)
 
>
 
0.0
)
 
then

        
a
(
i
)
 
=
 
a
(
i
)
 
*
 
2.0

    
end if

end do

```

この場合、たとえばSXシリーズでは、
- 配列aの各要素について、if文を満たすか満たさないかを判断するマスクベクトルを作成。
- マスクが真の部分だけを演算する、ベクトル命令を生成。

という方法でベクトル化を行なう。

### 多重ループ
多重ループは、全部まとめて1つのベクトル命令を生成することもある。また、効率化をはかるために、内側のループと外側のループを入れ替える場合もある。これは、ベクトル化を行なうためには、データがメモリ上で連続している必要があるからである。 
たとえば、二次元配列を演算する場合、内側のループが連続したメモリをアクセスするようになっていない場合には、演算する順番を入れ替えて(すなわちdoループの内側と外側を入れ替えて)ベクトル化が容易になるようにする。